# 厚边龙胆
厚边龙胆（学名：Gentiana simulatrix）是龙胆科龙胆属的植物，为中国的特有植物。分布于中国大陆的青海、西藏等地，生长于海拔3,000米至4,800米的地区，一般生于沙滩、山顶、灌丛中、山坡草甸、草地、河滩草地和耕地边，目前尚未由人工引种栽培。